# Macronotops mangshanensis
Macronotops mangshanensis är en skalbaggsart som beskrevs av Ma 1992. Macronotops mangshanensis ingår i släktet Macronotops och familjen Cetoniidae. Inga underarter finns listade i Catalogue of Life.